# Nagib vrtilne osi
Nagíb vrtílne osí je v astronomiji kot med osjo vrtenja telesa (planeta ali naravnega satelita) okrog svoje osi in pravokotnico na ravnino kroženja. Meri se v stopinjah (°). Označuje se z grško črko ε.

## Nagib Zemljine vrtilne osi
Zemlja kroži okrog Sonca po ravnini, ki se imenuje ekliptika. Med kroženjem okrog Sonca se vrti tudi okrog svoje osi. Smer osi je vedno enako nagnjena na ravnino ekliptike. Zaradi precesije enakonočij Zemljina os ne kaže vedno v isto smer in priližno opisuje plašč stožca. Trenutno je premikanje Zemljine osi približno 50,3 ločnih sekund na leto ali 1 stopinja na 71,6 let. Zemljina os opiše celotni plašč stožca v 25.765 letih, v enem platonskem letu.
Zemlja ima nagib vrtilne osi približno 23° 27'. Os je nagnjena v isto smer med celotno potjo okrog Sonca. To povzroči, da je med potjo polovica Zemljine površine nagnjena proti Soncu, druga polovica od njega. Kot posledica tega je pozimi severna polobla manj obsevana kot južna. Poleti je obratno.
V zelo dolgih obdobjih Zemljina os ni vedno nagnjena za enak kot glede na ravnino ekliptike. Njen nagib se giblje med 22,1° in 24,5° v obdobju 41.000 let. Mi živimo v obdobju manjšanja nagiba vrtilne osi Zemlje. Razen tega imajo spremembe nagiba vrtilne osi še manjša nihanja s periodo 18,6 let (6798 dni). To nihanje se imenuje nutacija.
Simon Newcomb je ob koncu 19. stoletja izmeril nagib Zemljine osi 23° 27’ 8,26” (epoha 1900,0). Njegovo vrednost so v splošnem sprejeli in je veljala vse do točnejših meritev. J. H. Lieske je leta 1976 podal vrednost nagiba osi 23° 26’ 21,44” (epoha 2000,0), ki jo je Mednarodna astronomska zveza (IAU) leta 2000 potrdila:
ε = 84.381,448 − 46,84024T − (59 · 10−5)T2 + (1813 · 10−6)T3
T je čas v julijanskih stoletjih (36.525 dni) od efemeridne epohe J2000,0 (na julijanski dan 2.451.545,0).
ker je linearni člen pri T negativen, se trenutno nagib Zemljine osi zmanjšuje. Ta izraz daje le približno vrednost za ε in je točen le za določeno območje vrednosti T. (drugače bi vrednost ε pobegnila v neskončnost, če bi se T povečal do neskončnosti).

## Nagibi vrtilnih osi nekaterih nebesnih teles
| telo     | nagib osi |
| -------- | --------- |
|          | [°]       |
| Merkur   | ~ 0,01    |
| Venera   | 2,64      |
| Zemlja   | 23,439    |
| Luna     | 1,5424    |
| Mars     | 25,19     |
| Cerera   | ~ 4       |
| Palas    | ~ 60      |
| Jupiter  | 3,13      |
| Saturn   | 26,73     |
| Uran     | 97,77     |
| Neptun   | 28,32     |
| Pluton   | 119,61    |
| Makemake | neznano   |
| Erida    | neznano   |